# Harry Hill Bandholtz

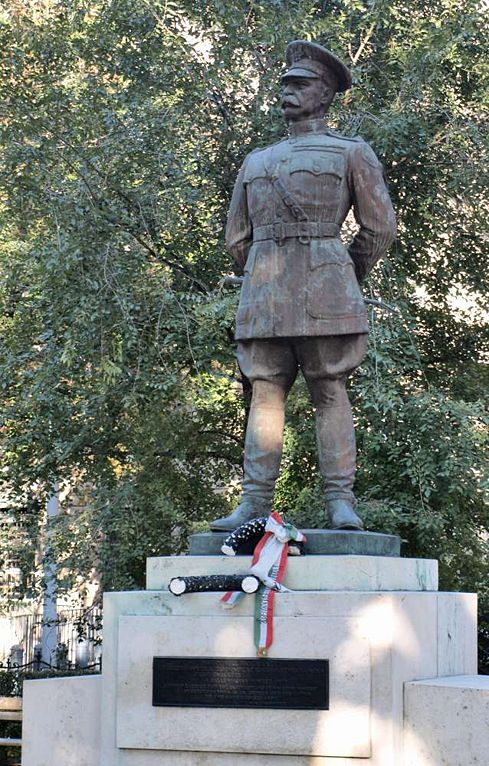
Harry Hill Bandholtz szobra Budapesten, a Szabadság téren, az amerikai nagykövetség előtt (Ligeti Miklós alkotása (1936))

Harry Hill Bandholtz (Constantine, Michigan, 1864. december 18. – Constantine, Michigan, 1925. május 11.) amerikai tábornok, az első világháború után az amerikai katonai misszió parancsnoka Magyarországon. 1919. október 5-én megakadályozta, hogy a megszálló román csapatok kifosszák a Magyar Nemzeti Múzeumot.

## Élete
Édesapja, a német származású Christian Johan Bandholtz, aki Schleswig-Holsteinból vándorolt az Egyesült Államokba. Anyja, Elizabeth Hill volt. Harry Hill Bandholtz 1881-ben végezte középiskolait, majd az Egyesült Államok Katonai Akadémiáját végezte.
1890-ben nősült a New York állambéli Oswegóban, a következő évben megszületett egyetlen fia, Cleveland Hill Bandholtz (1891. június 13 – 1945. május 7.).
Első katonai bevetése a spanyol–amerikai háborúban volt Kubában, ez követően az amerikai–Fülöp-szigeteki háborúban a 2. gyalogezredben szolgált. 1902-ben a Fülöp-szigetek Tayabas (ma Quezon) tartomány-kormányzójának tanácsadója volt, ahová az Egyesült Államok a helybeli rendőrség támogatására rendelte, később az egész Fülöp-szigeteki rendőrség parancsnoka. Bandholtz Fülöp-szigeteki levelezése Manuel Quezonnal, John Pershinggel, Leonard Wooddal ma értékes forrása a korabeli helyzetnek
1907 és 1913 között a Fülöp-szigeteken több lázadást élt meg. 1913-tól a gyalogságnál szolgált 1917-től az 59. dandár 29. osztályának parancsnoka. 1917 júniusától egységével Franciaországban harcolt. 1917. szeptember 27-én léptették elő vezérőrnaggyá. Amerikában a katonai rendőrség atyjaként tekintenek rá.
1919 augusztusa és 1920 februárja között volt a magyarországi Szövetséges Katonai Ellenőrző Bizottságban az Amerikai Egyesült Államok képviselője. 1920 februárjában hazavezényelték, utódja U. Grant-Smith lett, az Egyesült Államok első magyarországi nagykövete. A nyugat-virginiai Mingo megyében kitört bányászlázadás elsimításában érdemeket szerzett még az évben. 1923-ban vonult nyugállományba.

## Magyarországi jelentősége

### Előzmények
Magyarország román megszállása a Nemzetek Szövetségének Legfelsőbb Tanácsa utasításai ellenére történt meg. Ezért Clemenceau a magyarokat szólította fel a fegyverszünet betartására, ezt Romanelli olasz alezredes továbbította Budapestre. A szöveg így szól: „Magyarország tegyen eleget a fegyverszünet előírásainak és tartsa tiszteletben a Legfelsőbb Tanács által rögzített határokat, és mi megvédjük Önöket a románoktól, akik nem kaptak tőlünk semmilyen felhatalmazást. Azonnali hatállyal küldünk egy szövetséges katonai missziót, amelynek feladata a leszerelés felügyelete, valamint gondoskodni arról, hogy a román csapatok kivonuljanak.”

### A Szövetséges Katonai Misszió felállása
Magyarországi megbízatását 1919. augusztus 6-án kapta, és 7-én Párizsból indult útnak Herbert Hoover gépkocsijával. Herbert Hoovert az élelmiszer-utánpótlás felügyeletével bízták meg, ő Prágából Varsó felé vette az irányt. Bandholtz pedig vonatra szállva érkezett Budapestre augusztus 11-én reggel, az angol–francia–olasz–amerikai tábornoki bizottság tagjaként, amelynek fő feladata a fentiek szerint a román seregek távozásának felügyelete volt. A négyhatalmi tábornoki kar összeállítása:
- Harry Hill Bandholtz tábornok, Amerikai Egyesült Államok hadserege;
- Reginald Gorton tábornok, Nagy-Britannia hadserege;
- Jean César Graziani tábornok, Franciaország hadserege;
- Ernesto Mombelli tábornok, Olaszország hadserege részéről.

A Szövetséges Katonai Misszió vezetését napi rotációban osztották fel egymás között a tábornokok.
Bandholtz augusztus 10-én, Bécsben ebédjét Sir Ernest T. Troubridge tengernagy társaságában töltötte, akitől informálódott a magyar helyzetről. Bécsből táviratozott Halsey E. Yates ezredesnek, a román hadsereghez akkreditált katonai attasénak, hogy másnap reggeli érkezésétől kezdve a román parancsnokságtól elvárja a teljes körű együttműködést.

### Ténykedése

#### Legfontosabb események augusztustól októberig
Már magyarországi tartózkodásának első napja délutánján felkereste József főherceg, aki az akkor kézhez vett, rövid határidejű román ultimátumot tárta elé. Az ultimátum szerint Magyarországnak teljesíteni kell minden román követelést, feladni minden hadianyagát és hadi készletét, támogatnia kell Romániát a Bánát megszerzésében, sőt politikai uniót kell létrehoznia, amelyben a korábbi Osztrák–Magyar Monarchiához hasonlóan a román király lenne Magyarország uralkodója is. Bandholtz ezt a tájékoztatást adta József főhercegnek: „Figyelembe véve azt a tényt, hogy mivel nem a román teljhatalmú megbízott adta át (ti. az ultimátumot), nyugodtan megüzenheti a küldőnek, hogy menjen egyenest a pokolba.” Constantine Diamandival, Románia magyarországi teljhatalmú megbízottjával csak másnap találkozott, és csak augusztus 13-án kapta meg a román kormány nyilatkozatát, amelyben a Szövetséges Katonai Misszió kompetenciáját elismerték.
Augusztus 16-án Gheorghe Mardarescu román tábornok megkapta a Misszió első instrukcióit:
- Azonnal szüntessék be bármilyen készlet vagy tulajdon rekvirálását vagy eltulajdonítását, akármilyen természetű legyen is az, kivéve az ezen Misszió által erre a célra engedélyezett övezeteket, és akkor is csak olyan készleteket, amelyek a román hadsereg számára szükségesek és a Misszió kapjon tájékoztatást azokról a készletekről, amelyeket szükségesnek tekintenek.
- A román főparancsnok késedelem nélkül adjon át egy térképet, amelyen világosan kimutatja a rekvirálási övezeteket, és amely csapatai elhelyezkedését is mutatja.
- Azonnal szolgáltassák vissza tulajdonosának az összes, jelenleg román kézben lévő magántulajdont, mint például személygépkocsik, lovak, hintók, amelyek magánszemélyek tulajdonában vannak.
- Szervezzék meg a vasúti, postai és távíróvonalak fokozatos visszaszolgáltatását a magyar kormánynak.
- Ne rekviráljanak további épületeket, raktárakat és ingatlanokat és a lehető leggyorsabban evakuáljanak minden iskolát, kollégiumot és más hasonló jellegű épületet.
- Azonnal hagyjanak fel a gördülő eszközök, vagy bármilyen magyar tulajdon hajón Romániába, vagy arrafelé történő szállításával, állítsanak meg és vigyenek vissza Budapestre minden úton lévő vagy külső állomásokon hagyott gördülő eszközt vagy magyar tulajdont.
- Korlátozzák a köz- és magánügyek felügyeletét a városban arra a szinte, amelyet a Misszió hagyott jóvá.
- A román kormány legkésőbb augusztus 23-ig bezárólag szolgáltasson teljes listát valamennyi hadi-, vasúti és mezőgazdasági anyagról, élőállat-állományról vagy bármiféle tulajdonról, amelyet a román erők eltulajdonítottak Magyarországról.[4]

Augusztus 21-én a Szövetséges Katonai Misszió közölte József főherceggel, hogy a 20-án bevezetett statáriumot fel kell oldania, valamint a békekonferencia Legfelsőbb Tanácsa nem lát szívesen egy Habsburgot Magyarország élén. József főherceg 23-án lemondott.
A rekvirálási és rablási tilalom ellenére augusztus 25-én Bandholtz tábornok az Állami Vasúti Üzemben 135 megrakott teherautó és 25 rakodó teherautónyi elszállításra szánt üzemfelszerelést mentett meg.

#### Nemzeti Múzeum-incidens
A tábornok 1919. október 5-én írta be magát a magyar történelembe, amikor is a bizottság napi elnökeként, csupán lovaglópálcájával felszerelkezve (melyet később Huszár Károly akkori miniszterelnök kérésére a Magyar Nemzeti Múzeumnak adományozott) megakadályozta, hogy egy csapatnyi román katona a Nemzeti Múzeumból kiállítási tárgyakat raboljon. A Nemzeti Múzeum elé már felvonultak a megrakásra váró román teherautók; csakis az mentette meg a kifosztástól a múzeumot, hogy onnan Bandholtz a román katonákat kizavarta, a múzeum ajtóit pedig a szövetségesek nevében lepecsételtette.
Tapasztalatait később An Undiplomatic Diary by the American Member of the Inter-Allied Military Mission to Hungary, 1919-1920 című írásában foglalta össze.

## Kötete magyarul
- Román megszállás Magyarországon. Napló nem diplomata módra. Írta Harry Hill Bandholtz vezérőrnagy (USA), a magyarországi Szövetséges Katonai Misszió amerikai tagja 1919–1920 között; ford. Baktai Erik; Magyar Világ, Bp., 1993
- A Bandholtz-napló. Román megszállás Magyarországon. Harry Hill Bandholtz dandártábornoknak, a magyarországi szövetséges katonai misszió amerikai tagjának feljegyzései 1919–1920 között; ford. Lengyel Gábor; Fekete Sas, Bp., 2020

## Emlékezete
Tettéért személyét a Horthy-korszak alatt jelentős tisztelet övezte. Szobrát – Ligeti Miklós alkotását – hosszas diplomáciai vajúdás után 1936-ban avatták fel. Horthy kormányai ugyanis támogatták a románok fosztogatására emlékeztető szobor elkészültét, amit viszont a románok elfogadhatatlannak tartottak, különösen, hogy a szobor kezében a Magyar Nemzeti Múzeum előtti kínos eseményekre emlékeztető lovaglópálca is megjelent volna. Végül kompromisszumként a szobor alakja a lovaglópálcát a háta mögött tartva készült el.
A szobor a második világháború alatt végig állt ezzel az angol nyelvű felirattal:
I simply carried out the instructions of my Government, as I understood them, as an officer and a gentleman of the United States Army.
(Csupán a kormányom instrukcióinak megfelelően cselekedtem, ahogy azokat úriemberként és az amerikai hadsereg tisztjeként értelmeztem.)
A szobrot az 1940-es évek vége felé restaurálás ürügyén eltávolították, és egészen az 1980-as évek végéig egy szobortemetőben hevert. Ekkor Salgo nagykövet kérésére a zugligeti nagyköveti rezidencia kertjében állították fel. Eredeti helyére, a Szabadság térre 1989 júliusában került, csupán pár nappal Bush elnök történelmi látogatása előtt.
A szobor hátán új szöveg olvasható:
Harry Hill Bandholtz tábornok, az amerikai katonai misszió vezetője 1919. október 5-én megakadályozta, hogy a Nemzeti Múzeum kincseit Romániába szállítsák.
Bandholtz születése évfordulóján a szobor elé minden évben emlékkoszorút helyez el az amerikai katonai attasé.
2019-ben a budapesti Múzeumkertben emléktáblát avattak Bandholtz tábornok emlékére.

## Kapcsolódó szócikk
- Az Amerikai Egyesült Államok budapesti nagykövetsége